# Байгельди
Байгельди — село в Аламудунском районе Чуйской области Кыргызстана. Входит в состав аильного округа Байтик. Код СОАТЕ — 41708 203 855 03 0.

## Население
| год     | 2009 | 2014 | 2015 |
| ------- | ---- | ---- | ---- |
| человек | 435  | 332  | 776  |